# Qalai Chumb
Qalai Chumb (tadschikisch Қалъаи Хумб, deutsch Festung am Khumb) ist ein Ort im Süden Tadschikistans. Der Ort hat den administrativen Status eines Dschamoats (Gemeinde) und liegt in der Autonomen Provinz Berg-Badachschan. 

## Lage
Qalai Chumb liegt im Westen Berg-Badachschans am Fluss Pandsch, der in dieser Region die Grenze zwischen Tadschikistan und dem südlichen Nachbarland Afghanistan bildet. Der Ort liegt im Tal des Pandsch auf circa 1260 Metern Höhe an der Mündung des Flusses Obikhumboi (kurz Khumb) in den Pandsch. Die Umgebung ist von den Gipfeln des Pamir-Gebirges geprägt, die hier eine Höhe von mehr als 4000 Metern erreichen.

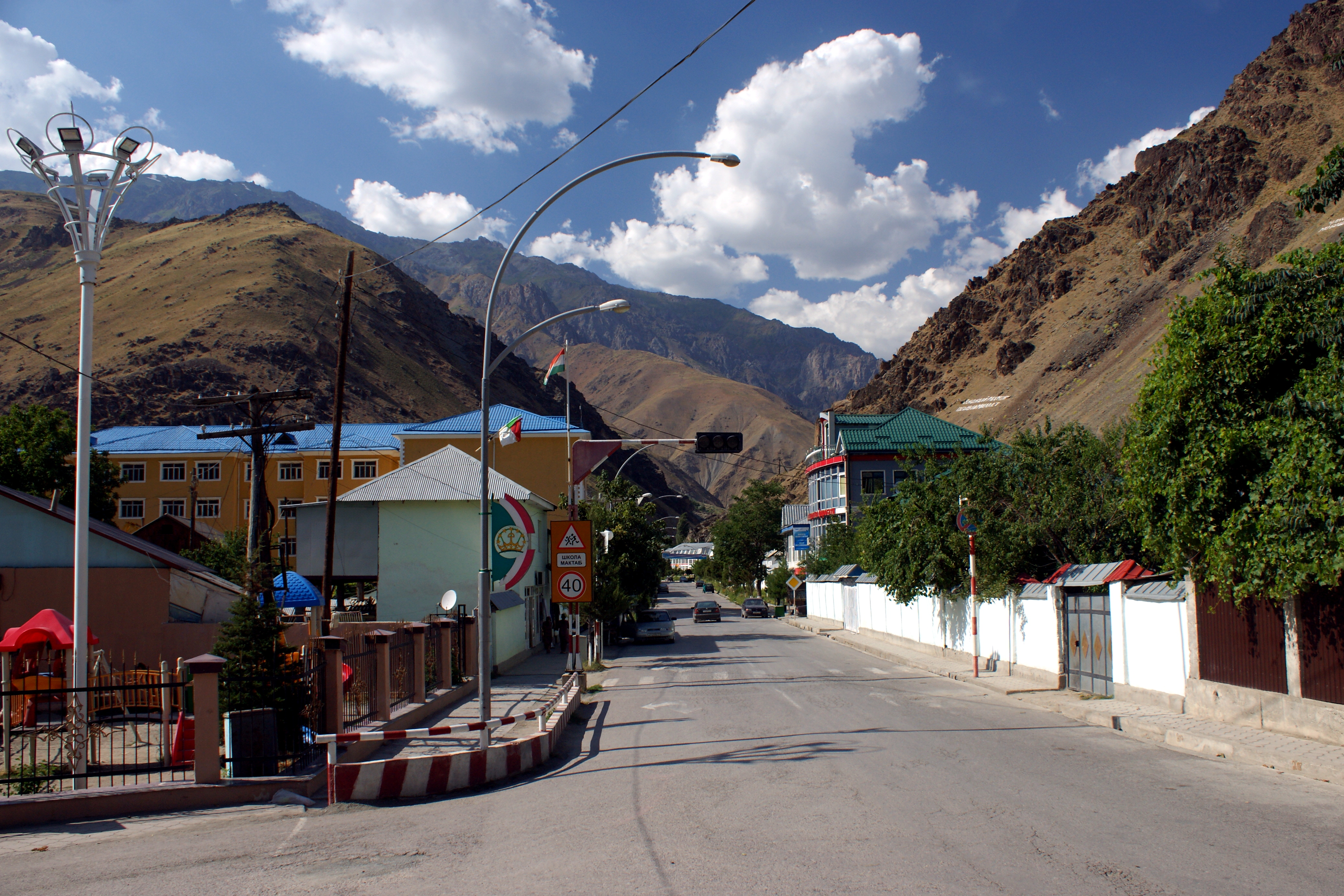
Hauptstraße in Qalai Chumb

## Geschichte
Die Geschichte des Orts begann im 15. Jahrhundert mit dem Bau einer Festung am Zusammenfluss der Flüsse Obikhumbol und Pandsch durch die Timuriden. Die Festung wurde aufgrund der strategischen Bedeutung des Orts gebaut und diente als östlicher Außenposten des Timuridenreichs. Im 19. Jahrhundert war Qalai Chumb die Hauptstadt des weitestgehend autonomen Gebiets Darvaz, ehe dieses im Zuge der russischen Expansion in der Region aufgelöst wurde. Infolgedessen wurde Qalai Chumb Teil der Tadschikischen Sozialistischen Sowjetrepublik und etablierte sich als ein regionales Zentrum in Berg-Badachschan. Während des Kriegs in Afghanistan wurde Qalai Chumb als Grenzort zu Afghanistan für militärische Operationen und Truppentransporte nach Afghanistan genutzt.

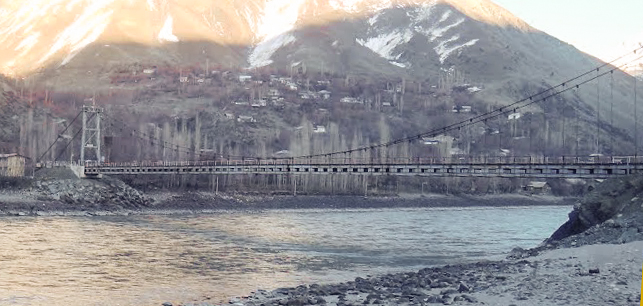
Ruzvat-Brücke nahe Qalai Chumb

## Infrastruktur
Qalai Chumb liegt an der wichtigsten Verbindungsstraße zwischen der Autonomen Provinz Berg-Badachschan und dem westlichen Landesteil und ist daher verhältnismäßig gut erreichbar. Da Qalai Chumb circa auf halber Strecke zwischen Chorugh, der Hauptstadt Berg-Badachschans, und der tadschikischen Hauptstadt Duschanbe liegt, wird der Ort von vielen Reisenden für einen Zwischenstopp genutzt. Aufgrund dieser Besucher gibt es in dem Ort zahlreiche Gaststätten und Restaurants. Des Weiteren gibt es einen Markt, eine Tankstelle und einen kleinen Flugplatz für regionale Flüge genutzt. 
Von großer Bedeutung ist zudem die Ruzvat-Brücke über den Fluss Pandsch östlich von Qalai Chumb, die eine der wenigen Verbindungen zwischen Tadschikistan und Afghanischen in dieser Region bildet. Die Brücke wurde im Jahr 2004 mit Unterstützung des Aga Khan Development Networks fertiggestellt. Die Brücke und der dort regelmäßig abgehaltenen Markt mit afghanischen und tadschikischen Händlern sind bedeutende Wirtschaftsfaktoren für Qalai Chumb.